# Landgericht Zabern

Vorderseite des Gerichtsgebäudes

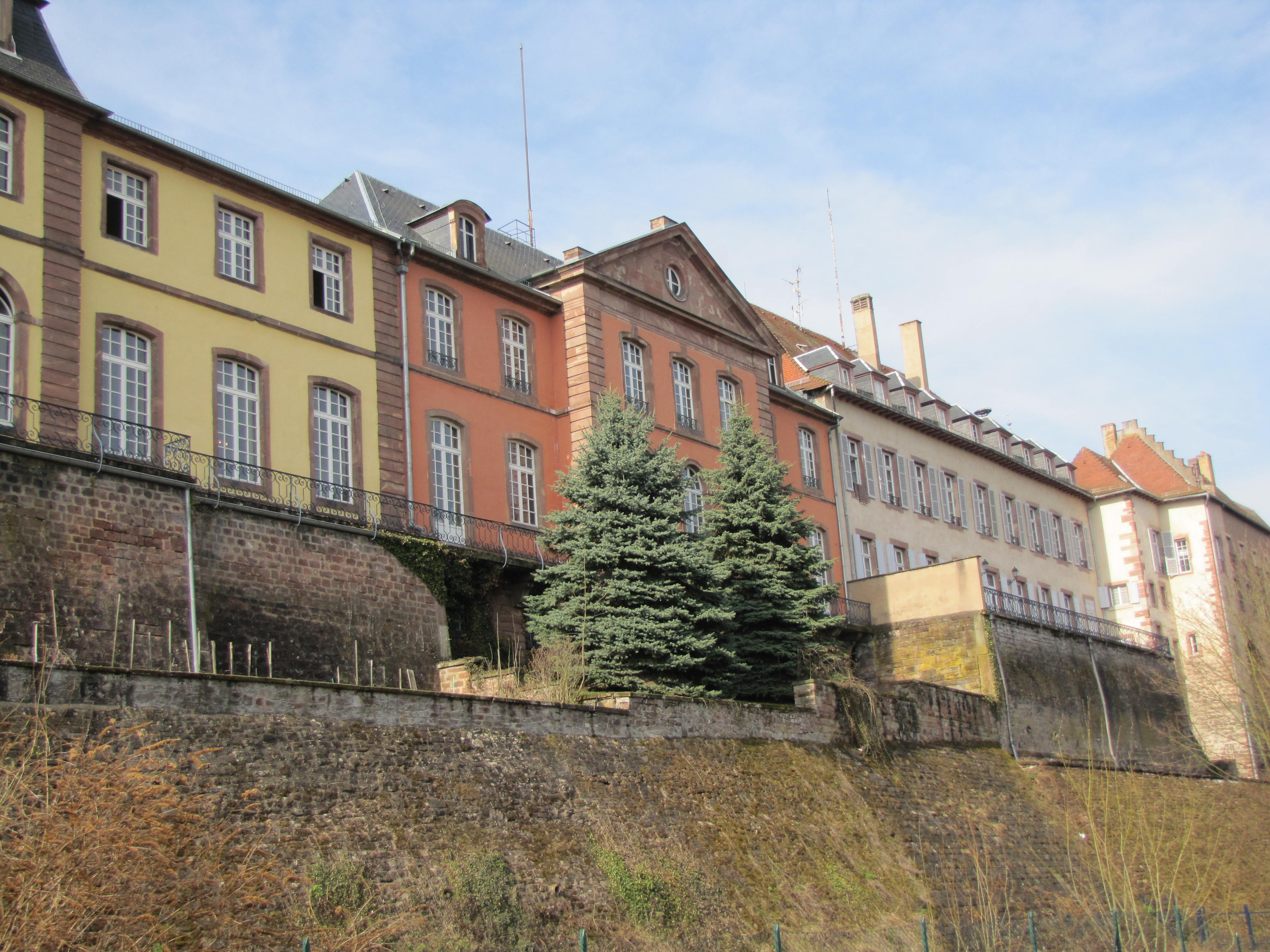
Rückseite des Gerichtsgebäudes

Das Landgericht Zabern war 1871 bis 1918 eines von sechs deutschen Landgerichten im Reichsland Elsaß-Lothringen mit Sitz in Zabern.

## Geschichte

### Im deutschen Kaiserreich
Nach der Abtretung Elsass-Lothringens im Frieden von Frankfurt an das Deutsche Reich 1871 wurde die Gerichtsstruktur mit dem Gesetz, betreffend Abänderung der Gerichtsverfassung vom 14. Juli 1871 und der Ausführungsbestimmung hierzu vom gleichen Tag neu geregelt. Die bestehenden Arrondissementsgerichte wurden aufgehoben und Landgerichte als Gerichte zweiter Instanz eingerichtet. Das Landgericht Zabern war dem Oberappellationsgericht Colmar bzw. seit 1879 dem Oberlandesgericht Colmar nachgeordnet.
Der Landgerichtsbezirk umfasste den Bezirk des Arrondissementsgerichts Saarburg, den Bezirk des Arrondissementsgerichts Zabern mit Ausnahme der Kantone Hochfelden und Saar-Union, aus dem Arrondissementsgericht Straßburg die Kantone Molsheim und Wasselnheim und aus dem Arrondissementsgericht Schlettstadt die Kantone Oberehnheim-Rosheim und Schirmeck-Sâles. Dem Landgericht waren zunächst 10 Friedensgerichte unterstellt.
Das am Landgericht Straßburg eingerichtete Schwurgericht war auch für Schwurgerichtsfälle im Landgerichtsbezirk Zabern zuständig.
Zum 1. Oktober 1879 traten die Änderungen des Gerichtsverfassungsgesetzes in Kraft. Die Eingangsgerichte, die in Frankreich die Bezeichnung Friedensgericht getragen hatten, wurden nun einheitlich im Reich zu Amtsgerichten.
Dem Landgericht waren folgende Friedens-, nun Amtsgerichte nachgeordnet:
| Amtsgericht                    | Sitz               | Zahl Richter |
| ------------------------------ | ------------------ | ------------ |
| Amtsgericht Buchsweiler        | Buchsweiler        | 1            |
| Amtsgericht Finstingen         | Finstingen         | 1            |
| Amtsgericht Lörchingen         | Lörchingen         | 1            |
| Amtsgericht Lützelstein        | Lützelstein        | 1            |
| Amtsgericht Molsheim           | Molsheim           | 1            |
| Amtsgericht Oberehnheim        | Oberehnheim        | 1            |
| Amtsgericht Pfalzburg          | Pfalzburg          | 1            |
| Amtsgericht Rosheim            | Rosheim            | 1            |
| Amtsgericht Saarburg i. Lothr. | Saarburg i. Lothr. | 1            |
| Amtsgericht Schirmeck          | Schirmeck          | 1            |
| Amtsgericht Wasselnheim        | Wasselnheim        | 1            |
| Amtsgericht Zabern             | Zabern             | 1            |

Quelle siehe 
Das Gericht hatte 1880 einen Präsidenten, zwei Direktoren und sieben Richter und war für etwa 206.000 Einwohner zuständig.
Mit der Reannexion Elsass-Lothringens durch Frankreich nach dem Ersten Weltkrieg 1918 wurde wieder die französische Gerichtsorganisation eingeführt.

### Deutsche Besetzung 1940–1944
Nach Eroberung des Elsass und Lothringens im Sommer 1940 wurde eine deutsche Zivilverwaltung unter CdZ Robert Wagner eingerichtet, wobei bei der Gerichtsstruktur im Wesentlichen auf die Strukturen von 1918 zurückgegriffen wurde. Die bisherigen Kantonsgerichte wurden in Amtsgerichte, die bisherigen Gerichte 1. Instanz in Landgerichte umgewandelt. Allerdings wurden dem Landgericht Zabern die lothringischen Teile des Gerichtsbezirks (Amtsgerichtsbezirke Finstingen, Lörchingen, Pfalzburg und Saarburg) sowie der Bezirk des Amtsgerichts Schirmeck nicht wieder zugeordnet, dafür kamen aber die Amtsgerichtsbezirke Saar-Union (als „Saarbuckenheim“) und Drulingen hinzu. Das Landgericht Zabern wurde dem Oberlandesgericht Kolmar unterstellt. Ab 1. November 1940 galten in Elsass und Lothringen zudem das deutsche Gerichtsverfassungsgesetz und die Zivilprozessordnung.
Die Gebiete, die einem CdZ unterstellt waren, wurden zwar wie Reichsgebiet behandelt, aber nicht annektiert und gehörten deswegen nicht zum Reich. Zum Ende des Jahres 1944 brach die deutsche Besatzung mit dem Vorrücken der Alliierten zusammen.

## Das Gerichtsgebäude
Das Landgericht war im Gebäude der ehemaligen bischöflichen Justizkanzlei (heute: Rue du Tribunal) untergebracht. Das Gebäude wurde 1738 durch den Kardinal Armand-Gaston de Rohan-Soubise erbaut. Seine Grundmauern stehen auf dem östlichen Bollwerk der alten römischen Ringmauer der Stadt. Einen Turm dieser Stadtmauer wurde in das Gebäude integriert. Im Ancien Regime war hier das Kriminalgericht und der Rechnungshof untergebracht. Nach der Französischen Revolution diente das Gebäude dem Tribunal de Grande Instance als Sitz. Nach der Annexion durch das Deutsche Reich war es der Sitz des Landgerichtes. Heute hat das Tribunal de Grande Instance hier wieder seinen Sitz. 1899 wurde auf der linken Seite das Gebäude das Amtsgerichtes Zabern errichtet, welches heute Sitz des Tribunal d' Instance ist. Das Gebäude ist in der Base Mérimée als unter Denkmalschutz stehend eingetragen.

## Richter
- Ferdinand Fürst (1880–1904 Richter; ab 1912 Präsident)